# Benzvalen
Benzvalenul este un compus organic, o hidrocarbură ciclică, fiind unul dintre izomerii de valență ai benzenului. A fost sintetizat pentru prima dată în 1971 de Thomas J. Katz et al.

## Obținere
Sinteza din 1971 a presupus tratarea ciclopentadienei cu metillitiu în dimetil eter, iar apoi cu diclorometan și metillitiu în dietil eter, la −45 °C. Această hidrocarbură are în soluție un miros extrem de neplăcut. Din cauza impedimentelor sterice ale moleculei, compusul explodează foarte ușor, chiar și prin zgâriere. 